# Шелленберг (феод)
Шелленберг — одна из двух территорий Священной Римской империи (наряду с расположенным южнее графством Вадуц), из которых в XVIII веке было образовано княжество Лихтенштейн. Феод образовался во времена Гогенштауфенов. Сегодня является избирательным округом при выборах в парламент.
Феод Шелленберг впервые упоминается в 1317 году, когда был приобретён во владение графами Верденберга. В 1396 году король Венцель передал замок графам Вадуца и дал феоду статус имперского. В 1412 году усадьба перешла к графу Монтфорт-Теттнанг, а в 1417 году к роду Брандисов (владевших и Вадуцем, которые объединили их в 1434 году). В дальнейшем Шелленберг с 1510 года принадлежал графам Зульца, а с 1613 года — Хоэнемса. 
Тридцатилетняя война опустошила владение, сделав его убыточным, и имперская комиссия под руководством кемптенского аббата приняла решение выставить его на продажу. В 1699 году Шелленберг был куплен богатым богемским землевладельцем, князем Хансом Адамом фон Лихтенштейном, приобретшим в 1712 году также графство Вадуц. В 1719 году оба владения были объединены в княжество Лихтенштейн, и тем самым феод Шелленберг был ликвидирован.